# Hugo Vogel
Hugo Marius Gilbert Vogel (Pierre-Bénite, 4 januari 2004) is een Frans voetballer die sinds 2022 uitkomt voor FC Basel.

## Carrière
Vogel genoot zijn jeugdopleiding bij US Vénissieux en Olympique Lyon. Op 7 augustus 2021 maakte hij zijn officiële debuut voor Olympique Lyon B, het tweede elftal van Lyon. Op de openingsspeeldag van de Championnat National 2 liet trainer Gueïda Fofana hem meteen 90 minuten spelen tegen AS Monaco B. Vogel speelde dat seizoen competitiewedstrijden in de Championnat National 2. Op 7 mei 2022 won hij met de U19 van Lyon de Coupe Gambardella, waardoor Lyon het prestigieuze jeugdtoernooi voor het eerst sinds 1997 nog eens in de wacht sleepte.
Op 25 november 2021 maakte Vogel zijn officiële debuut in het eerste elftal van Lyon: in de Europa League-groepswedstrijd tegen Brondby IF (1-3-winst) liet trainer Peter Bosz hem in de 87e minuut invallen voor Malo Gusto. Met zijn 17 jaar en 339 dagen was Vogel de tweede jongste speler ooit die een Europese wedstrijd speelde voor Lyon, enkel Jean-Louis Rivoire (17 jaar en 234 dagen) was in 1960 jonger. Op 9 december 2021 mocht hij in de laatste groepswedstrijd tegen Rangers FC (1-1-gelijkspel) in de basis starten en ruim een uur meespelen. Vogel kwam in die twee Europa League-wedstrijden in actie als rechtsback, hoewel hij liever als linksback speelt.
In het voorjaar van 2022 zette Lyon besprekingen op om het aflopende contract van Vogel, die kon rekenen op interesse van onder andere TSG Hoffenheim en Brighton & Hove Albion te verlengen. Uiteindelijk ondertekende hij een vierjarig contract bij de Zwitserse eersteklasser FC Basel.

## Clubstatistieken
| Seizoen         | Club             | Land                 | Competitie             | Competitie | Competitie | Beker | Beker | Supercup | Supercup | Europees | Europees | Totaal | Totaal |
| Seizoen         | Club             | Land                 | Competitie             | Wed.       | Dlp.       | Wed.  | Dlp.  | Wed.     | Dlp.     | Wed.     | Dlp.     | Wed.   | Dlp.   |
| --------------- | ---------------- | -------------------- | ---------------------- | ---------- | ---------- | ----- | ----- | -------- | -------- | -------- | -------- | ------ | ------ |
| 2021/22         | Olympique Lyon B | Vlag van Frankrijk   | Championnat National 2 | 10         | 0          | —     | —     | —        | —        | —        | —        | 10     | 0      |
| 2021/22         | Olympique Lyon   | Vlag van Frankrijk   | Ligue 1                | 0          | 0          | 0     | 0     | —        | —        | 2        | 0        | 2      | 0      |
| 2022/23         | FC Basel         | Vlag van Zwitserland | Super League           | 3          | 0          | 1     | 0     | —        | —        | 0        | 0        | 4      | 0      |
| 2023/24         | FC Basel         | Vlag van Zwitserland | Super League           | 1          | 0          | 0     | 0     | —        | —        | 0        | 0        | 1      | 0      |
| Carrière totaal | Carrière totaal  | Carrière totaal      | Carrière totaal        | 14         | 0          | 1     | 0     | 0        | 0        | 2        | 0        | 17     | 0      |

Bijgewerkt op 26 februrari 2024.